# Liste der denkmalgeschützten Objekte in Hallein-Taxach
Die Liste der denkmalgeschützten Objekte in Hallein-Taxach enthält die 9 denkmalgeschützten, unbeweglichen Objekte der Katastralgemeinde Taxach der Stadt Hallein im salzburgischen Bezirk Hallein.

## Denkmäler
| Foto |                 | Denkmal                                                                                  | Standort                                 | Beschreibung | Metadaten |
| ---- | --------------- | ---------------------------------------------------------------------------------------- | ---------------------------------------- | --- | --- |
| ja   | Datei hochladen | Schloss Gartenau HERIS-ID: 8929 Objekt-ID: 4893                                          | Gutrathbergweg 8 Standort KG: Taxach     | Das Schloss stammt aus der Zeit um 1570 und ging aus dem Umbau einer älteren Burg hervor. Es hat eine mehrgeschoßiges Hauptgebäude mit unregelmäßigem Grundriss um einen Innenhof mit Glockenturm und vorgelagerten Rundtürmen.                               | BDA-Hist.: Q15127632 Status: Bescheid Stand der BDA-Liste: 2025-06-30 Name: Schloss Gartenau und Kalkofen GstNr.: 303/2, 303/4, 307                                            |
| ja   | Datei hochladen | Försterhaus HERIS-ID: 11611 Objekt-ID: 7718                                              | Hartmannweg 2a Standort KG: Taxach       | | BDA-Hist.: Q38107048 Status: § 2a Stand der BDA-Liste: 2025-06-30 Name: Försterhaus GstNr.: 123/100                                                                            |
| ja   | Datei hochladen | Villenanlage HERIS-ID: 11612 Objekt-ID: 7719                                             | Hartmannweg 4 Standort KG: Taxach        | | BDA-Hist.: Q38107071 Status: § 2a Stand der BDA-Liste: 2025-06-30 Name: Villenanlage GstNr.: 123/29                                                                            |
| ja   | Datei hochladen | Ehem. Pfarrhof HERIS-ID: 8930 Objekt-ID: 4894                                            | Rifer Hauptstraße 72 Standort KG: Taxach | | BDA-Hist.: Q38023554 Status: Bescheid Stand der BDA-Liste: 2025-06-30 Name: Ehem. Pfarrhof GstNr.: 125/35                                                                      |
| ja   | Datei hochladen | Burgruine Gutrat HERIS-ID: 8928 Objekt-ID: 4892                                          | westlich Ruinenweg 4 Standort KG: Taxach | Die Ruine wurde im 12. Jahrhundert zum Schutz einer wiederentdeckten Saline errichtet, wurde sie nach deren Versiegen im 14. Jahrhundert dem Verfall preisgegeben. Sie besteht aus den Resten des Palas mit einem ehemaligen Bergfried und denen der Vorburg. | BDA-Hist.: Q1015310 Status: § 57-Mandatsbescheid Stand der BDA-Liste: 2025-06-30 Name: Burgruine Gutrat GstNr.: 406/2 Burgruine Gutrat                                         |
| ja   | Datei hochladen | Torhäusl der Schlossmauer des Schlosses Rif HERIS-ID: 46354 Objekt-ID: 48244             | Schloßallee 34 Standort KG: Taxach       | Die einfache Toranlage mit anschließendem Pförtnerstöckl befindet sich am Ende einer Allee nordwestlich des Schlosses Rif. | BDA-Hist.: Q38020786 Status: Bescheid Stand der BDA-Liste: 2025-06-30 Name: Torhäusl der Schlossmauer des Schlosses Rif GstNr.: 136/3 Schloss Rif                              |
| ja   | Datei hochladen | Schloss Rif, Landessportzentrum HERIS-ID: 8931 Objekt-ID: 4895                           | Schloßallee 49 Standort KG: Taxach       | Das Schloss Rif erhielt seine heutige Gestalt größtenteils im 16. Jahrhundert. Seit 2003 wurde es für universitäre Nutzung adaptiert. | BDA-Hist.: Q14865313 Status: Bescheid Stand der BDA-Liste: 2025-06-30 Name: Schloss Rif, Landessportzentrum GstNr.: 107/3, 107/2, 111 Schloss Rif                              |
| ja   | Datei hochladen | Nebengebäude von Schloss Rif mit Umfassungsmauer (Hager) HERIS-ID: 11610 Objekt-ID: 7717 | Schloßallee 49a Standort KG: Taxach      | | BDA-Hist.: Q38107008 Status: Bescheid Stand der BDA-Liste: 2025-06-30 Name: Nebengebäude von Schloss Rif mit Umfassungsmauer (Hager) GstNr.: 123/118, 123/102 Schloss Rif      |
| ja   | Datei hochladen | Schlossmauer des Schlosses Rif samt Stallgebäude HERIS-ID: 46353 Objekt-ID: 48243        | Schloßallee 50 Standort KG: Taxach       | | BDA-Hist.: Q38020775 Status: Bescheid Stand der BDA-Liste: 2025-06-30 Name: Schlossmauer des Schlosses Rif samt Stallgebäude GstNr.: 103, 136/4, 136/2, 139, 437/1 Schloss Rif |